# شیگی‌یوشی سوزوکی
شیگی‌یوشی سوزوکی (به انگلیسی: Shigeyoshi Suzuki) بازیکن فوتبال اهل ژاپن و عضو تیم ملی فوتبال ژاپن است که در تاریخ ۲۷ اوت ۱۹۲۷ میلادی اولین بازی ملی‌اش را انجام داد. او در ۲ بازی ملی حضور داشت و آخرین بازی ملی خود را در تاریخ ۲۹ اوت ۱۹۲۷ میلادی انجام داد. شیگی‌یوشی سوزوکی در بازی‌های ملی‌اش
۱ گل به ثمر رساند.